# Early Cotton Press

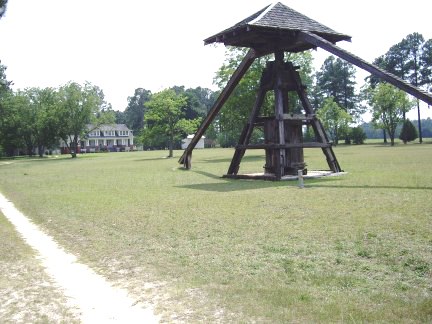
Die Baumwollpresse an ihrem heutigen Standort, 2006

Die Early Cotton Press ist eine um 1798 entstandene, bis heute in Originalteilen erhaltene Spindelpresse für Baumwolle in South Carolina. Am 15. November 1972 wurde sie in das National Register of Historic Places eingetragen.

## Geschichte

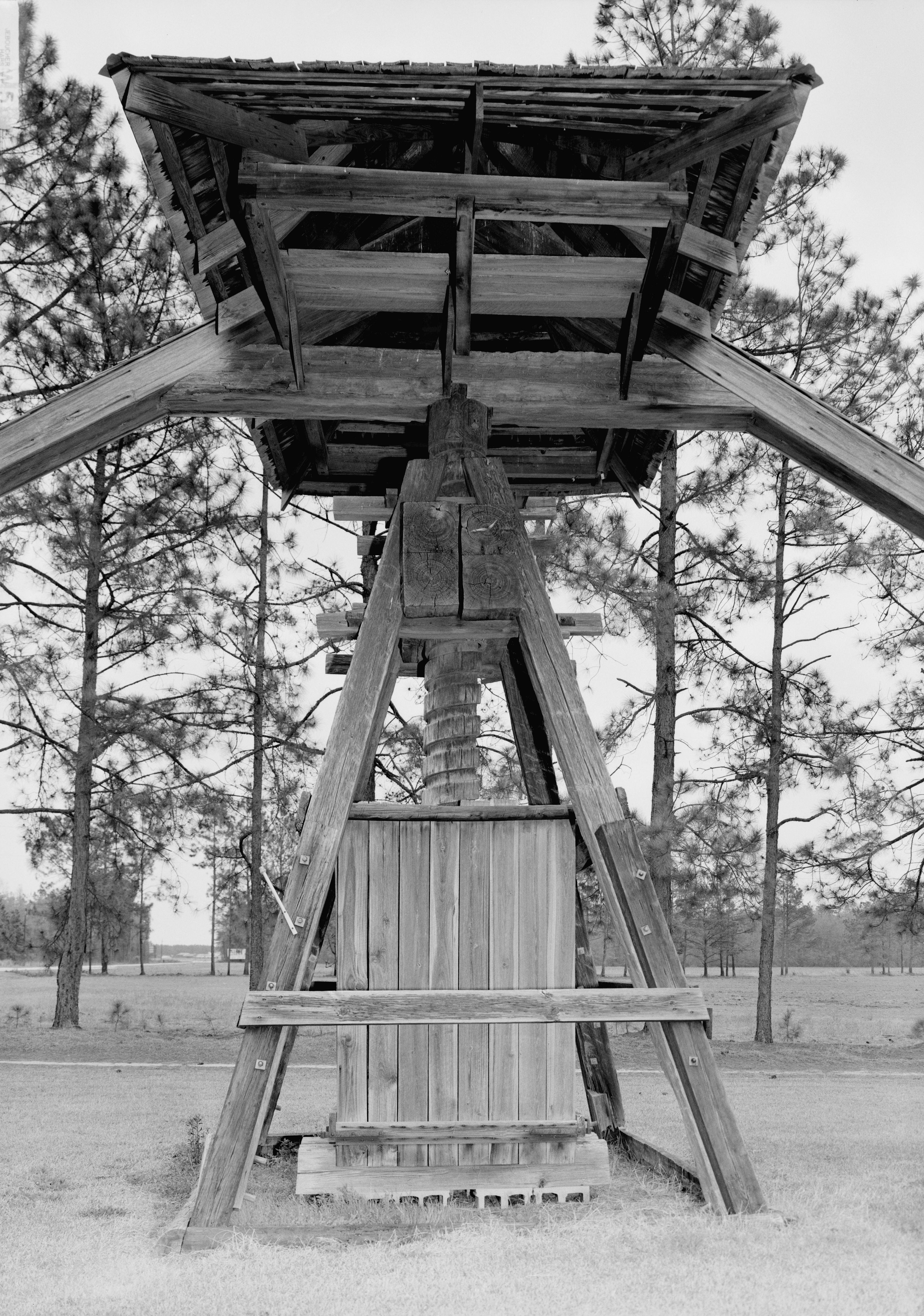
Detailaufnahme der Presse

Die Baumwollpresse wurde um 1798 für den Baumwollplantagenbesitzer „Buck Swamp“ John Bethea zum Pressen von Baumwolle in Ballen gebaut und gehörte danach Stephen Berry. Sie stand zunächst an ihrem Einsatzort bei Berry’s Crossroad an der South Carolina State Route 38 südlich von Latta im Dillon County. 
Sie besteht aus geschältem und verdübeltem Eichenholz und hat eine Gewindespindel mit einem Durchmesser von 40 Zentimetern, die von Hand gemeißelt wurde. Das Drehen der Gewindespindel presste die Baumwolle in einen hölzernen Rahmen, um daraus einen Ballen zu formen. Die Presse stand unter einem kleinen verschindelten, rechteckigen Walmdach, um den Mechanismus vor den Wettereinflüssen zu schützen. Vier Balken bilden einen pyramidischen Rahmen und halten die Gewindespindel. Zwei lange Stangen, die mit der Gewindespindel verbunden sind, erstrecken sich nach außen. An diese sogenannten „buzzard wings“ (Bussardflügel) wurden Maultiere oder Ochsen gespannt, um die Drehung der Gewindespindel zu bewirken.
Die Anlage wurde 1950 von einem Nachfahren von Stephen Berry von ihrem ursprünglichen Standort vier Kilometer weiter nach Westen verlegt, auf ein Privatgrundstück an der Südseite der South Carolina State Route 38, etwa achthundert Meter westlich ihrer Kreuzung mit der South Carolina State Route 917.
Mit Ausnahme von kleineren Reparaturen am Dach und an der Basis besteht die Presse aus Originalteilen. Es ist die einzige Baumwollpresse aus dem ausgehenden 18. Jahrhundert in South Carolina. Es gibt eine ähnliche Baumwollpresse auf dem Town Common von Tarboro in North Carolina. Bei einer anderen Baumwollpresse aus dem Antebellum auf der Magnolia Plantation bei Derry in Louisiana fehlen die Flügelbalken. Dort ist die Gewindespindel fixiert, und die Basis wird zum Pressen der Baumwolle gedreht.